# بره‌فراخ
بره فراخ، روستایی از توابع بخش خزل شهرستان نهاوند در استان همدان ایران است.

## جمعیت
این روستا در دهستان خزل قرار دارد و براساس سرشماری مرکز آمار ایران در سال ۱۳۹۵، جمعیت آن ۴۴۸نفر (۱۲۱خانوار) بوده‌است.

## مردم
مردم این روستا لک زبان هستند.